# Liste des Premiers ministres de la Saskatchewan
Le premier ministre de la Saskatchewan est le chef du gouvernement de la province canadienne de la Saskatchewan. Cet article dresse une liste des premiers ministres de cette province depuis sa création en 1905. Le titulaire actuel de la fonction est Scott Moe, depuis le 2 février 2018. 

## Liste
|  |  | Nom                     | Parti                                | Mandat      |
|  |  | ----------------------- | ------------------------------------ | ----------- |
|  |  | Thomas Walter Scott     | Libéral                              | 1905 - 1916 |
|  |  | William Melville Martin | Libéral                              | 1916 - 1922 |
|  |  | Charles Avery Dunning   | Libéral                              | 1922 - 1926 |
|  |  | James Garfield Gardiner | Libéral                              | 1926 - 1929 |
|  |  | James T. M. Anderson    | Coalition conservateur- progressiste | 1929 - 1934 |
|  |  | James Garfield Gardiner | Libéral                              | 1934 - 1935 |
|  |  | William John Patterson  | Libéral                              | 1935 - 1944 |
|  |  | Tommy Douglas           | PSDC1                                | 1944 - 1961 |
|  |  | Woodrow Stanley Lloyd   | PSDC2                                | 1961 - 1964 |
|  |  | Ross Thatcher           | Libéral                              | 1964 - 1971 |
|  |  | Allan Blakeney          | NPD                                  | 1971 - 1982 |
|  |  | Grant Devine            | Progressiste-conservateur            | 1982 - 1991 |
|  |  | Roy Romanow             | NPD3                                 | 1991 - 2001 |
|  |  | Lorne Calvert           | NPD4                                 | 2001 - 2007 |
|  |  | Brad Wall               | PS                                   | 2007 - 2018 |
|  |  | Scott Moe               | PS                                   | Depuis 2018 |

1Le nom français du Cooperative Commonwealth Federation, Parti social démocratique du Canada n'apparaît qu'en 1955. Avant cette date, le parti est communément connu en français sous le nom de Fédération du Commonwealth Cooperatif'.
2 Bien que le Parti social-démocratique du Canada fédéral devient le Nouveau Parti démocratique en 1961, en Saskatchewan, il retient son nom jusqu'en 1967.
3 En coalition avec les libéraux à partir de 1999.
4 En coalition avec les libéraux jusqu'en 2003.

## Anciens premiers ministres encore vivants
Depuis février 2018, quatre anciens premiers ministres saskatchewanais étaient encore en vie, le plus vieux étant Roy Romanow (1991-2001, né en 1939). Le dernier premier ministre à mourir est Allan Blakeney (1971-1982) le 16 avril 2011.
| Nom           | Terme     | Date de naissance |
| ------------- | --------- | ----------------- |
| Grant Devine  | 1982-1991 | 5 juillet 1944    |
| Roy Romanow   | 1991-2001 | 12 août 1939      |
| Lorne Calvert | 2001-2007 | 24 décembre 1952  |
| Brad Wall     | 2007-2018 | 24 novembre 1965  |

## Durée de mandat
| Rang | Nom                                                 | En jours                   | En années                                                                    | N° | Dates               | Commentaire                     |
| ---- | --------------------------------------------------- | -------------------------- | ---------------------------------------------------------------------------- | -- | ------------------- | ------------------------------- |
| 1    | Tommy Douglas                                       | 6 329 jours                | 17 ans, 3 mois et 28 jours                                                   | 7  | 1944-1961           | Démissionne.                    |
| 2    | Thomas Walter Scott                                 | 4 056 jours                | 11 ans, 1 mois et 8 jours                                                    | 1  | 1905-1916           | Démissionne.                    |
| 3    | Allan Blakeney                                      | 3 965 jours                | 10 ans, 10 mois et 8 jours                                                   | 10 | 1971-1982           | Battu aux élections.            |
| 4    | Brad Wall                                           | 3 726 jours                | 10 ans, 2 mois et 12 jours                                                   | 14 | 2007-2018           | Démissionne.                    |
| 5    | Grant Devine                                        | 3 464 jours                | 9 ans, 5 mois et 24 jours                                                    | 11 | 1982-1991           | Battu aux élections.            |
| 6    | Roy Romanow                                         | 3 387 jours                | 9 ans, 3 mois et 7 jours                                                     | 12 | 1991-2001           | Démissionne.                    |
| 7    | William John Patterson                              | 3 174 jours                | 8 ans, 8 mois et 9 jours                                                     | 6  | 1935-1944           | Battu aux élections.            |
| 8    | Ross Thatcher                                       | 2 595 jours                | 7 ans, 1 mois et 8 jours                                                     | 9  | 1964-1971           | Battu aux élections.            |
| 9    | Lorne Calvert                                       | 2 477 jours                | 6 ans, 9 mois et 13 jours                                                    | 13 | 2001-2008           | Battu aux élections.            |
| 10   | William Melville Martin                             | 1 993 jours                | 5 ans, 5 mois et 16 jours                                                    | 2  | 1916-1922           | Démissionne.                    |
| 11   | James Thomas Milton Anderson                        | 1 774 jours                | 4 ans, 10 mois et 10 jours                                                   | 5  | 1929-1934           | Battu aux élections.            |
| 12   | James Garfield Gardiner (2 mandats non-consécutifs) | 1761 1 291 jours 470 jours | 4 ans, 9 mois et 27 jours 3 ans, 6 mois et 14 jours 1 an, 3 mois et 13 jours | 4  | 1926-1929 1934-1935 | Motion de censure. Démissionne. |
| 13   | Charles Avery Dunning                               | 1 423 jours                | 3 ans, 10 mois et 21 jours                                                   | 3  | 1922-1926           | Démissionne.                    |
| 14   | Woodrow Lloyd                                       | 927 jours                  | 2 ans, 6 mois et 15 jours                                                    | 8  | 1961-1964           | Battu aux élections.            |
| 15   | Scott Moe                                           | 2 596 jours                | 7 ans, 1 mois et 11 jours                                                    | 15 | 2018-               | Mandat en cours.                |